# FlatOut
FlatOut je série závodních počítačových her ve stylu demoličního derby. Jsou vyvinuty finským studiem Bugbear Entertainment. Od roku 2010 jsou vyvíjeny nizozemskou společností Team6. Hry spojují realistické (fyzikální engine, ragdoll fyzika, model poškození) a arkádové prvky (časté srážky aut, nitro).

## Hry v sérii
| Vydáno | Název                          | Windows | Mac OS X | Jiné platformy              |
| ------ | ------------------------------ | ------- | -------- | --------------------------- |
| 2004   | FlatOut                        | Ano     | Ne       | Xbox, PlayStation 2 a Linux |
| 2006   | FlatOut 2                      | Ano     | Ano      | Xbox, PlayStation 2 a Linux |
| 2007   | FlatOut: Ultimate Carnage      | Ano     | Ne       | Xbox 360                    |
| 2008   | FlatOut: Head On               | Ne      | Ne       | PSP                         |
| 2010   | FlatOut                        | Ne      | Ne       | Wii                         |
| 2011   | FlatOut 3: Chaos & Destruction | Ano     | Ne       | Ne                          |
| 2017   | FlatOut 4: Total Insanity      | Ano     | Ne       | PlayStation 4, Xbox One     |